# Чибитоке
Чибитоке (рунди Cibitoke) — город на северо-западе Бурунди, административный центр одноимённой провинции.

## Географическое положение
Город находится в западной части провинции, на правом берегу реки Ньямагана (приток реки Рузизи), вблизи границы с Демократической Республикой Конго, на высоте 915 метров над уровнем моря. Чибитоке расположен на расстоянии приблизительно 56 километров к северо-северо-западу (NNW) от крупнейшего города страны, Бужумбуры.

## Население
По данным переписи 1991 года численность населения Чибитоке составляла 8280 человек.
Динамика численности населения города по годам:
| 1991 | 2008   |
| ---- | ------ |
| 8280 | 23 885 |

## Известные уроженцы
- Жозеф Буторе (род. 1969) — депутат парламента и второй вице-президент Бурунди в 2015—2020 годах.